# Piers Torday
Piers Francis Torday (geboren am 6. April 1974 in Northumberland) ist ein britischer Schriftsteller.

## Leben und Werk
Der ältere von zwei Söhnen des englischen Schriftstellers Paul Torday (1946–2013) und einer Buchhändlerin wurde 1974 in Northumberland geboren. Piers Torday besuchte das Eton College und die University of Oxford. Nach Schul- und Universitätsbesuch war er als Autor am Theater und für Live-Comedy-Shows tätig, anschließend schrieb er fürs Fernsehen. Nachdem sein Vater den Roman Lachsfischen im Jemen geschrieben hatte, belegte Piers Torday einen „Arvon“-Schreibkurs Ted Hughes’ und begann mit dem Schreiben seines ersten Buchs, „The Last Wild“ (deutsch: „Die große Wildnis“), welches es auf die Shortlist des Waterstone’s Children’s Book Prize und des „UKLA Award 2014“ schaffte und zum “Stockton Children’s Book of the Year 2015” und zum “Calderdale Children’s Book of the Year 2014” wurde. Die Fortsetzung „The Dark Wild“ (deutsch: „Aufstand der Tiere“) gewann den “Guardian Children’s Fiction Prize 2014”. Im Oktober 2015 veröffentlichte er mit „The Wild Beyond“ den dritten Teil seiner Trilogie. Das von seinem Vater begonnene Werk „Death of an Owl“ vollendete er und veröffentlichte es im Jahr 2016. Im Jahr 2021 brachte Torday mit „The Wild Before“ ein Prequel seiner „The Last Wild“-Trilogie heraus.
Seine Bücher wurden in verschiedene Sprachen übersetzt.

## Veröffentlichungen (Auswahl)
- The Last Wild, Quercus Children’s Books 2013, ISBN 978-1-78087-830-0
  - Die Große Wildnis, cbj 2013, ISBN 978-3-570-15796-1
- The Dark Wild, Quercus Children’s Books 2014, ISBN 978-1-84866-378-7
  - Aufstand der Tiere, cbj 2015, ISBN 978-3-570-15897-5
- The Wild Beyond, Quercus Children’s Books 2015, ISBN 978-1-84866-953-6
- Death of an Owl, Weidenfeld & Nicolson, London 2016, ISBN 978-0-297-86750-0. (geschrieben von Paul Torday, vollendet von Piers Torday)
- Box of Delights, FABER & FABER, 2017, ISBN 978-0-571-34610-3
- The Lost Magician, Quercus Children’s Books, 2018, ISBN 978-1-78654-051-5
- There May Be A Castle, 2017, ISBN 978-1-84866-862-1
- The Frozen Sea, Quercus Children’s Books, 2019, ISBN 978-1-78654-076-8
- The Wild Before, Quercus Children’s Books, 2021, ISBN 978-1-78654-111-6

## TV-Produktionen (Auswahl)
- 2011: Olivia Lee: Dirty Sexy Funny

## Auszeichnungen
- 2015: Stockton Children’s Book of the Year für The Last Wild
- 2014: Calderdale Children’s Book of the Year für The Last Wild
- 2014: Guardian Children’s Fiction Prize für The Dark Wild